# Renzo Rinaldo Bossi

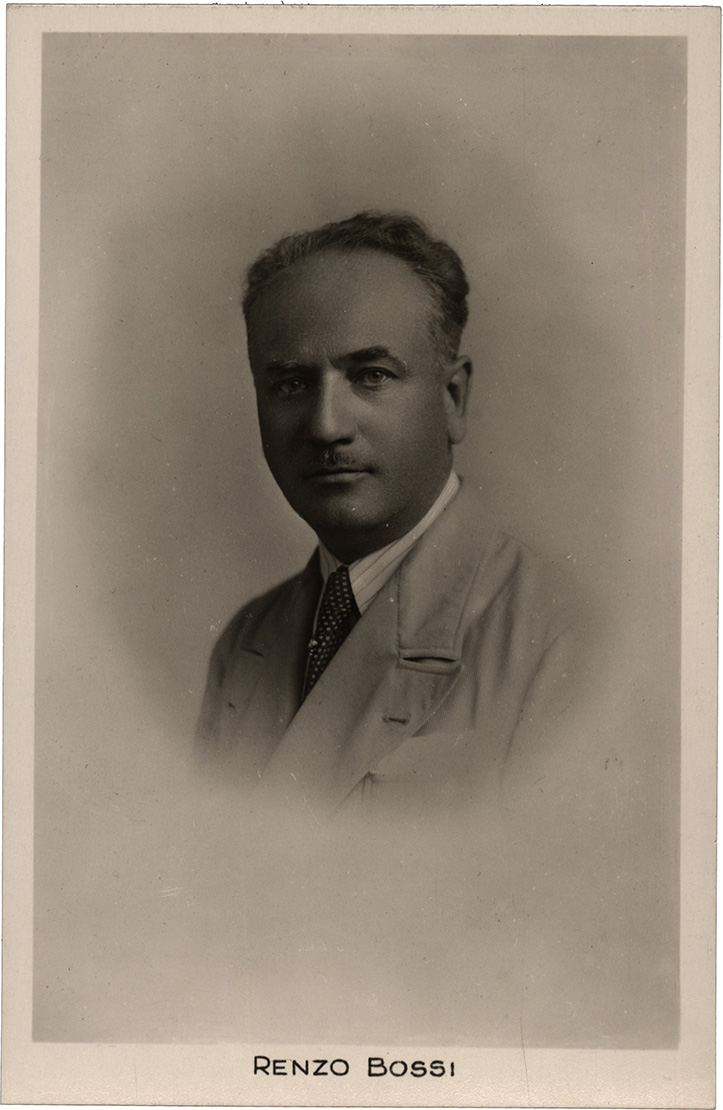
Renzo Bossi

Renzo „Rinaldo“ Bossi (* 9. April 1883 in Como; † 2. April 1965 in Mailand) war ein italienischer Komponist.
Sein Vater, der Komponist und Organist Marco Enrico Bossi, unterrichtete ihn zunächst selbst. Später studierte Renzo Bossi am Leipziger Konservatorium, unter anderem Dirigieren bei Arthur Nikisch. 1916 wurde er Kompositionslehrer am Mailänder Konservatorium.

## Werke
- op. 15 Violinkonzert
- op. 16 Laude in quattro tempi concatenati (Klaviertrio)
- op. 20 "Ronde Vorbei!" / Passa la ronda (Oper)
- op. 21 Bianco e Nero (Orchesterwerk)
- op. 23b Otto Canzoni (Orchesterwerk)
- op. 23 bis Canzone arcaica (Duo)
- op. 28 Streichquartett A-Dur
- op. 28b Dittico (Orchesterwerk)
- op. 42 Tre pezzi [Drei Stücke] (Duo)

## Quelle
- Werkverzeichnis:
- Bühnenwerk
- Concerto per Violino ed Orchestra - Op. XV. Riduzione per Violine e Pianoforte, dell`Autore. BOSSI, R.: Published by Casa Musicale (o. VN), Roma, 1905